# 사커 (1985년 비디오 게임)
사커(일본어: サッカ, Soccer)는 인텔리전트 시스템즈이 개발하고 닌텐도가 패밀리 컴퓨터용으로 배급한 스포츠 비디오 게임이다. 1985년 일본과 미국에서, 1987년 유럽에서 출시되었다. 1986년에는 패밀리 컴퓨터 디스크 시스템용으로 출시되었다. 2014년 6월 12일 Wii, Wii U, 버추얼 콘솔용으로 출시되었다. 2018년에는 닌텐도 스위치 온라인으로 출시되었다.